# Roca de Mónaco

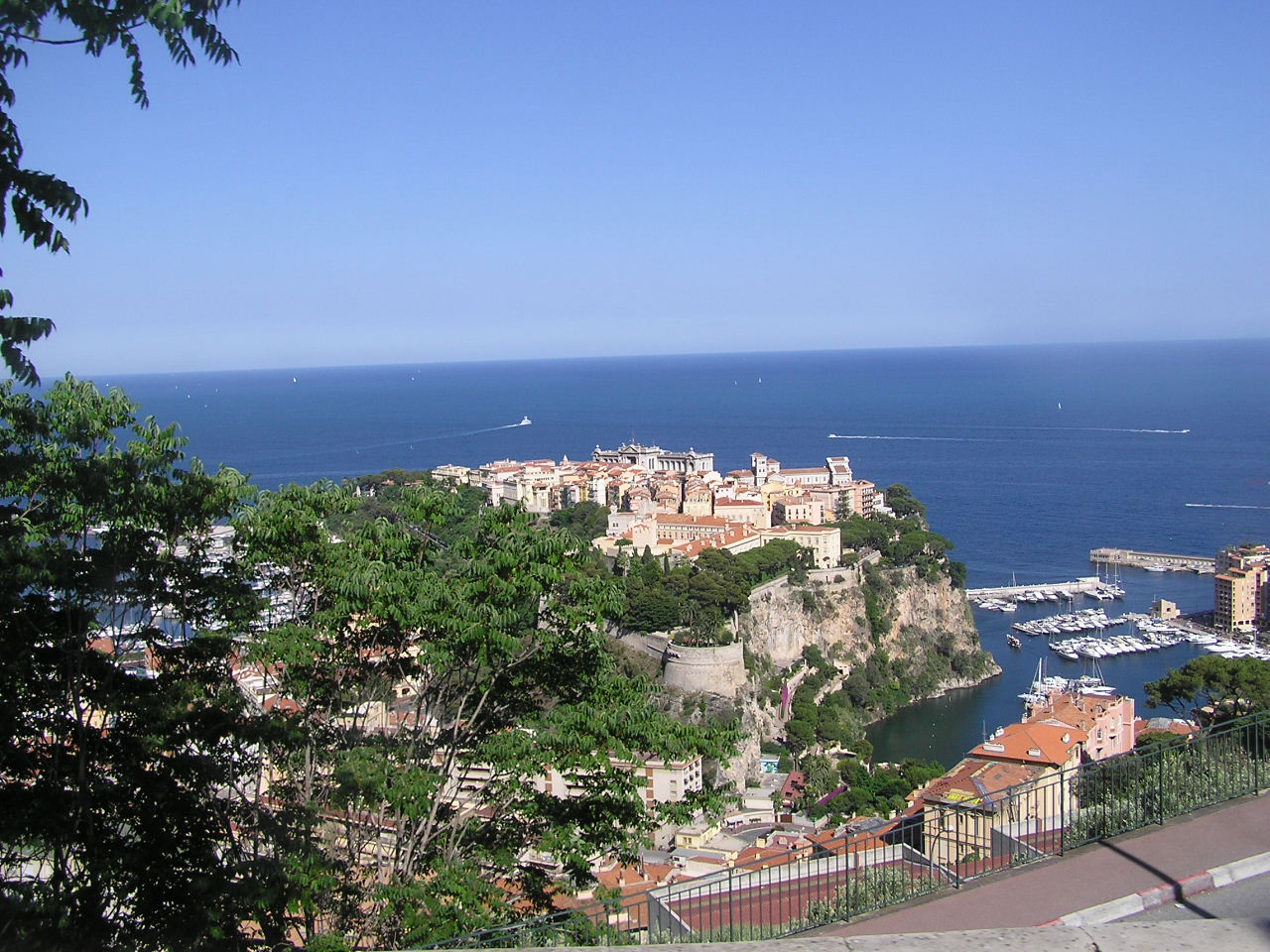
Vista de Monaco-Ville y la Roca.

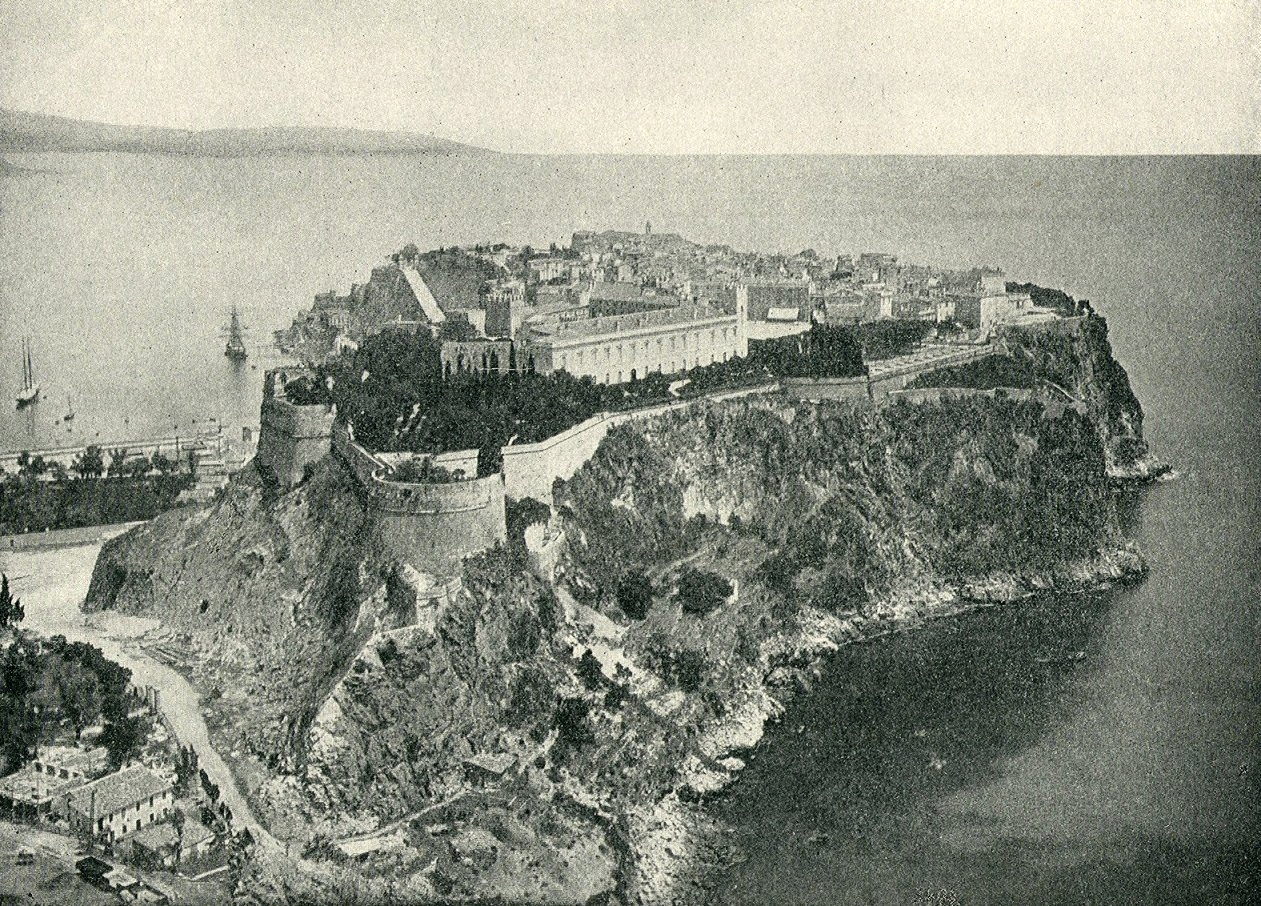
La Roca en 1890.

La Roca de Mónaco (francés: Rocher de Monaco) es un monolito de 141 metros de altura en la costa mediterránea del Principado de Mónaco. 

## Historia
La Roca siempre ha sido una posesión deseada, desde los inicios de la colonización masaliota con la colonia de Monoïkos (Griego: Μόνοικος), nombrado por las tribus ligures que ocuparon el área; antes de esto, ya fue un refugio para poblaciones primitivas. La Roca de Mónaco fue también la primera conquista de los Grimaldi, dinastía que rige al país desde hace más de 700 años, fundada cuando el Güelfo Francisco Grimaldi se disfrazó como un fraile franciscano para así poder entrar en la ciudad y abrir las puertas para sus soldados.

## Hoy
Hoy, la Roca está en el más antiguo de los cuatro tradicionales distritos de Mónaco, Monaco-Ville, que es también donde se localiza la Ciudad Vieja, la zona más antigua de la ciudad. Esta no dista mucho del Palacio del Príncipe de Mónaco (francés:Le Palais Princier), hogar del actual monarca, Alberto II de Mónaco y de la familia real monegasca, la Catedral, el Museo Oceanográfico de Mónaco. La Roca de Mónaco es una popular atracción turística.
- Datos: Q3351922